# Linodendron cubanum
Linodendron cubanum är en tibastväxtart som beskrevs av Ignatz Urban. Linodendron cubanum ingår i släktet Linodendron och familjen tibastväxter. Inga underarter finns listade i Catalogue of Life.